# Берк Джанкат
Берк Джанкат (тур. Berk Cankat; 9 травня 1984, Анкара, Туреччина) — турецький актор телебачення і театру.

## Життєпис
Народився в Анкарі. Згодом з батьками переїхав до Ескішехиру. Однак, через деякий час сім'я переїхала в Хатай доки нарешті не осіла у Стамбулі. Батько актора працював архітектором, тому Берк захопився малюванням та кресленням. Закінчив факультет графічного дизайну в університеті Білкент. Акторську майстерність вивчав у академії «35».

## Кар'єра
2011 зіграв роль у п'єсі «Чайка» Антона Павловича Чехова. В 2013 отримав роль у серіалі «Я відкрию тобі таємницю». Справжнього визнання йому принесла роль Джема у серіалі «Прилив». 2015 року зіграв роль шехзаде Іскендера у серіалі «Величне століття. Нова володарка». 2017 знявся у серіалі «Зірки — мої свідки» з Озге Гюрель. В 2018 на екрани вийшов новий проект за участю актора « Шалений вітер».

## Фільмографія
| Рік       |   | Українська назва                 | Оригінальна назва      | Роль     |
| --------- | - | -------------------------------- | ---------------------- | -------- |
| 2013—2014 | с | Я відкрию тобі таємницю          | Sana Bir Sır Vereceğim | Саваш    |
| 2014—2015 | с | Сільська красуня                 | Güzel Köylü            | Джемаль  |
| 2015—2016 | с | Величне століття. Нова володарка | Muhteşem Yüzyıl Kösem  | Іскендер |
| 2017      | с | Зірки-мої свідки                 | Yildizlar sahidim      | Арас     |
| 2014      | с | Прилив                           | Medcezir               | Джем     |
| 2018      | с | Шалений вітер                    | Bir Deli Rüzgar        | Угур     |